# Емил Гепрат
Емил Пол Емебл Гепрат (фр. Émile Paul Aimable Guépratte, 30. август 1856 – 21. новембар 1939) био је француски адмирал.

## Биографија
Гепрат је рођен у Гранвилу (департман Манш) у породици поморских официра. Студирао је на царском лицеју у Бресту од 1868, а уписао се на морнаричку војну школу 1. октобра 1871.
Постао је официр 5. октобра 1874, а 1. децембра 1877. добио је чин заставника (Enseigne de vaisseau). У Тунису је служио на француском бојном броду „Маренго“ (Marengo). Образовао се у области торпеда и служио као експерт на броду „Адмирал Дипере“ (Amiral Duperré), пре него што је постао самостални командант 1889.
Командовао је топовњачом „Каронад“ (Caronade) у Индокини, антиподморничким инсталацијама код Бреста, крстарицом „Фудр“ (Foudre), и тако стигао до чина бродског капетана (capitaine de vaisseau).
Године 1905. преузео је команду брода „Јованка Орлеанка“ (Jeanne d'Arc). Године 1909. командовао је бродом „Едгар Кине“ (Edgar Quinet), који је превозио француског председника Армана Фајереа.
Гепрат је промовисан у чин контраадмирала 2. септембра 1912. По избијању Првог светског рата, предводио је флоту старих бојних бродова у Медитерану.
Кампања у Дарданелима, војно-поморска операција сила Антанте, почела је 3. новембра 1914, када су француски бродови „Суфрен“ (Suffren) и „Верите“ (Vérité), заједно са британским бродовима „Индомитабл“ (Indomitable) и „Индефатигабл“ (Indefatigable) почели да бомбардују утврђења која су штитила улаз у мореуз. Главни напад одиграо се 18. марта, када је Гепрат предводио ударну флотилу. Флота је упала у припремљено минско поље, где их је дочекала артиљеријска ватра са копна. Два британска и један француски брод су потопљени, док је командни брод „Суфрен“ тешко оштећен.
Гепрат је унапређен у чин вицеадмирала 10. октобра 1915, по неким тврдњама да би умирили његов изражен борбени темперамент.
Гепрат је пензионисан 30. августа 1918. после чега се посветио политичкој каријери. Изабран је у Народну скупштину Француске 16. новембра 1919. на листи левице. Био је специјалиста за питања морнарице. Из политике се повукао 1924. Умро је у Бресту 1939.

## Емил Гепрат и Срби у Бизерти
Вицеадмирал Емил Гепрат је 1916. био командант француске војске у Тунису и градоначелник града Туниса. Тада су у Тунис почели бродовима да стижу српски војници, официри и мањи број цивила из Албаније. Гепрат је био изузетно предусретљив према Србима, тако да је добио надимак „Српска мајка“. Срби су били лечени у болницама широм Магреба, а већина их је била смештена у Бизерти. Цивиле који су пристизали у Бизерту слао је на опоравак у Марсељ, Нант, Париз и друге градове Француске.

## Почасти
Гепрат је сахрањен у Палати инвалида у Паризу, где се сахрањују хероји француске војске.
Једна улица у Београду носи његово име. То је улица којом га је народ носио 1930. од железничке станице до Славије.
- Велики крст Легије части (12. децембар 1924)
- Крст Ордена Светог Ђорђа (28. децембар 1916)
- Велики крст Ордена белог орла (2. септембар 1917)[2]